# 阿德勒峰
46°0′32.8″N 7°53′20.5″E / 46.009111°N 7.889028°E

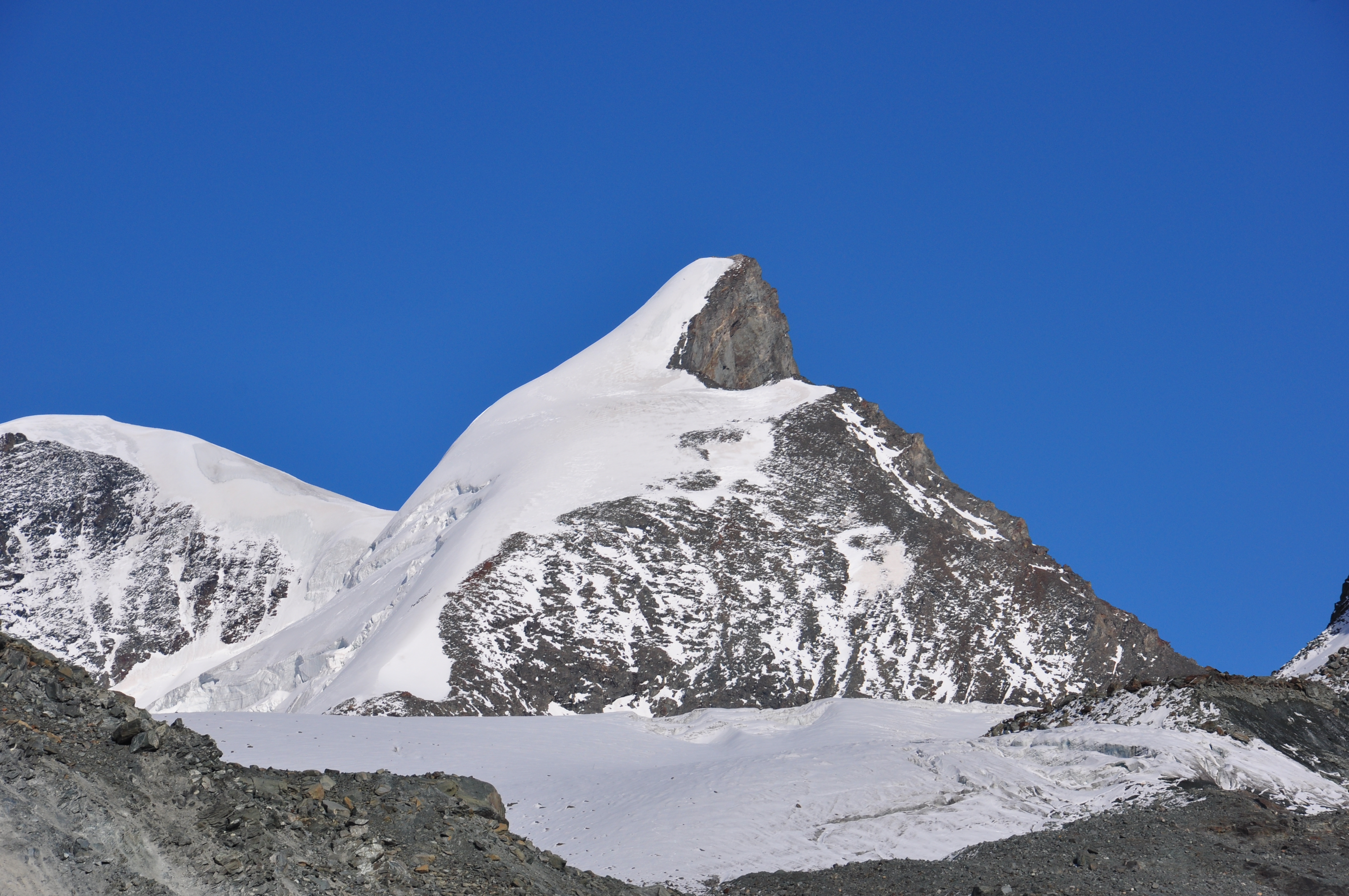

阿德勒峰（Adlerhorn），是瑞士的山峰，位於該國南部，由瓦萊州負責管轄，處於采爾馬特以東，屬於本寧阿爾卑斯山脈的一部分，海拔高度3,988米。